# Monument à l'Amiral Koltchak d'Irkoutsk
Le monument à l'Amiral Koltchak (en russe : Памятник адмиралу Колчаку) est une statue monumentale représentant Alexandre Koltchak, située en Russie, dans l'arrondissement Pravoberejni de la ville sibérienne d'Irkoutsk, dans l'oblast d'Irkoutsk.

## Historique et caractéristiques
Alexandre Koltchak, né le 4 novembre 1874 (16 novembre 1874 dans le calendrier grégorien) à Saint-Pétersbourg fut un officier de marine russe, qui devint ministre de la Guerre dans le gouvernement russe anti-bolchevik, fondé à Omsk. Il fut élu en 1918 Gouverneur suprême de la Russie par les forces anti-bolchéviques durant la guerre civile russe. À la fin de 1919, lui et son armée se replient en désordre pour échapper à l’offensive bolchevique qui prend Omsk. Koltchak est renversé en décembre 1919 ; et en janvier 1920, il est livré aux bolcheviks et fusillé à Irkoutsk le 7 février 1920. Il fut réhabilité au début du XXIe siècle.
À l'occasion du 130e anniversaire de sa naissance, la ville d'Irkoutsk a décidé de lui créer un monument dédié. Des concertations ont eu lieu entre Vladimir Viktorovitch Iakoubovski (ru), alors maire ; le sculpteur Viatcheslav Klykov (ru) et le président de l'association des Patriotes d'Irkoutsk Sergueï Andreïev.
Il fut inauguré le 4 novembre 2004, dans l'arrondissement Pravoberejni près du monastère de la Mère de Dieu du Signe (ru), sur le site présumé de son exécution, juste à côté de la confluence de la rivière Ouchakivka dans l'Angara, dans un parc.
La statue fut forgée dans le cuivre, et le représente vêtu d'un uniforme militaire terrestre, référence à la partie de sa vie où il était le Gouverneur suprême de l'armée russe à l'échelle de toute la Russie et dirigeait directement son Front de l'Est en Sibérie. Sur le piédestal en béton, il y a une représentation de deux guerriers croisant les armes ; un garde rouge et un garde blanc. Le monument se veut comme un symbole de réconciliation entre les deux parties,.